# Torneo di Wimbledon 2015 - Doppio femminile in carrozzina
Yui Kamiji e Jordanne Whiley erano le detentrici del Torneo di Wimbledon 2014 - Doppio femminile in carrozzina. 
La coppia nippo-britannica si è confermata campione battendo in finale Jiske Griffioen e Aniek Van Koot con il punteggio di 6-2, 5-7, 6-3.

## Teste di serie
1. Yui Kamiji /  Jordanne Whiley (campionesse)
2. Jiske Griffioen /  Aniek Van Koot (finale)

## Tabellone

### Legenda
| - Q = Qualificato - WC = Wild card - LL = Lucky loser | - ALT = Alternate - SE = Special Exempt - PR = Protected Ranking | - w/o = Walkover - r = Ritirato - d = Squalificato |

### Finali
|  | Semifinali | Semifinali                     | Semifinali                     | Semifinali | Semifinali |  |  | Finale                         | Finale                         | Finale                        | Finale | Finale |  |
|  |            |                                |                                |            |            |  |  |                                |                                |                               |        |        |  |
|  | 1          | Yui Kamiji Jordanne Whiley     | Yui Kamiji Jordanne Whiley     | 6          | 6          |  |  |                                |                                |                               |        |        |  |
|  | WC         | Louise Hunt Katharina Kruger   | Louise Hunt Katharina Kruger   | 0          | 3          |  |  | Yui Kamiji Jordanne Whiley     | Yui Kamiji Jordanne Whiley     | 6                             | 5      | 6      |  |
|  |            | Sabine Ellerbrock Lucy Shuker  | Sabine Ellerbrock Lucy Shuker  | 2          | 4          |  |  | Jiske Griffioen Aniek Van Koot | Jiske Griffioen Aniek Van Koot | 2                             | 7      | 3      |  |
|  | 2          | Jiske Griffioen Aniek Van Koot | Jiske Griffioen Aniek Van Koot | 6          | 6          |  |  |                                |                                |                               |        |        |  |
|  |            |                                |                                |            |            |  |  |                                |                                |                               |        |        |  |
|  |            |                                |                                |            |            |  |  | Finale 3º posto                |                                |                               |        |        |  |
|  |            |                                |                                |            |            |  |  |                                |                                |                               |        |        |  |
|  |            |                                |                                |            |            |  |  | Louise Hunt Katharina Kruger   | Louise Hunt Katharina Kruger   | Louise Hunt Katharina Kruger  | 1      | 1      |  |
|  |            |                                |                                |            |            |  |  | Sabine Ellerbrock Lucy Shuker  | Sabine Ellerbrock Lucy Shuker  | Sabine Ellerbrock Lucy Shuker | 6      | 6      |  |